# Грб Антигве и Барбуде
Грб Антигве и Барбуде је званични хералдички симбол карипске државе Антигва и Барбуда. Грб прихваћен је 1967. године. На врху грба је ананас, по којем је ова острвска држава позната, а ту је још неколико биљака: црвени хибискус, шећерна трска те јука.
У средини грба је штит с излазећим сунцем на црној позадини, која представља афричко порекло већине становника државе. На дну штита је шећерана, а с леве и десне стране је по један јелен. На дну грба је натпис „Each endeavouring, all achieving“ (Ако се свако труди, сви ће успети), гесло државе.